# Chicago VI
Chicago VI is het studioalbum van Chicago uit 1973. Het album is opgenomen in de toen net opgeleverde geluidsstudio van producer James William Guercio, de Caribou Ranch in Nederland (Colorado). Het bleek achteraf dat dit album voornamelijk de Amerikanen aansprak. Daar haalde het onder aanvoering van de singles Feelin' Stronger Every Day (nr.10) en Just You 'n' Me (nr. 4)  zonder moeite de eerste plaats in de albumlijst Billboard 200. In het Verenigd Koninkrijk en Nederland verscheen het album niet in de albumlijsten. In Noorwegen en Zweden viel dit album wel in de smaak met respectievelijk een 13e en 3e plaats. Chicago liet met dit album de jazzy lijn enigszins los om zich meer te richten op de mainstream popmuziek.
In 2002 volgde een heruitgave door Rhino Records met twee bonustracks.

## Musici

### Chicago
- Peter Cetera – basgitaar, zang
- Terry Kath – gitaar, zang
- Robert Lamm – toetsinstrumenten, zang
- Lee Loughnane – trompet, achtergrondzang, percussie
- James Pankow – trombone, percussie
- Walter Parazaider – saxofoon en dwarsfluit, percussie
- Danny Seraphine – slagwerk, antique bells, congas

### Gastmusici
- Laudir de Oliveira – congas
- Joe Lala – congas
- J. G. O'Rafferty – pedal steel

## Tracklist
| Nr. | Titel                                | Duur |
| --- | ------------------------------------ | ---- |
| 1.  | Critics' Choice (Lamm)               | 2:42 |
| 2.  | Just You 'n' Me (Pankow)             | 3:49 |
| 3.  | Darlin' Dear (Lamm)                  | 2:55 |
| 4.  | Jenny (Kath)                         | 3:29 |
| 5.  | What's This World Comin' to (Pankow) | 4:58 |

| Nr. | Titel                                        | Duur |
| --- | -------------------------------------------- | ---- |
| 1.  | Something in This City Changes People (Lamm) | 3:42 |
| 2.  | Hollywood (Lamm)                             | 3:54 |
| 3.  | In Terms of Two (Cetera)                     | 3:27 |
| 4.  | Rediscovery (Lamm)                           | 4:48 |
| 5.  | Feelin' Stronger Every Day (Cetera, Pankow)  | 4:14 |

| Nr. | Titel                                          | Duur |
| --- | ---------------------------------------------- | ---- |
| 11. | Beyond All Our Sorrows (Kath)                  |      |
| 12. | Tired of Being Alone (Al Green, uit tv-opname) |      |